# Fritz Hofmann
Fritz Hofmann (Roßleben, 19 juni 1871 – Berlijn, 14 juli 1927) was een Duitse atleet en gymnast. Hij nam tweemaal deel aan de Olympische Spelen en won hierbij in totaal vijf medailles.
Hofmann nam deel aan de Olympische Zomerspelen 1896 in Athene en vertegenwoordigde daar Duitsland op verschillende atletiek- en gymnastiekdisciplines. Op de 100 m kwam hij 0,2 seconden later over de lijn dan winnaar Thomas Burke. Op de 400 m kwam hij als derde over de finish in de geschatte tijd van 55,6 s. Bij het hoogspringen eindigde hij met een sprong over 1,70 m als vierde en greep hij net naast zijn derde ereplaats op dit toernooi.
Hofmann deed ook mee aan drie gymnastiek-nummers: de brug, rekstok en touwklimmen. In tegenstelling tot vele andere atleten die op de Spelen rondliepen was hij zeer succesvol hiervoor bij een andere kampioenschap. Dat waren de Continentale kampioenschappen waar hij eerste werd op de 100 m en de 440 yard. Ook won hij verschillende Duitse kampioenschappen.
Op de Olympische Spelen van 1906, welke eveneens in Athene werden gehouden, nam hij alleen deel aan de 400 m. Hierbij sneuvelde hij in de kwalificatieronde.
Naast atletiek en gymnastiek deed hij ook aan andere sporten als roeien en wielrennen. Hij had een sportwinkel in Berlijn en was teamcaptain van het Duitse olympische team in 1900, 1904 en 1906.

## Titels
- Olympisch kampioen op de brug - 1896
- Olympisch kampioen op de rekstok - 1896

## Persoonlijke records
- 100 m - 11,1 s (1893)
- 200 m - 52,3 (1893)
- hoogspringen - 1,75 m (1892)

## Olympische medailles[1][2]
- Athene 1896
  -  - Mannenteam op de brug
  -  - Mannenteam op de rekstok
  -  - 100 m
  -  - Touwklimmen
  - 4e - 400 m
  - 5e - Hoogspringen
  - 6-7e - Hink-stap-springen
  - 5-7e - Kogelstoten